# 激进者

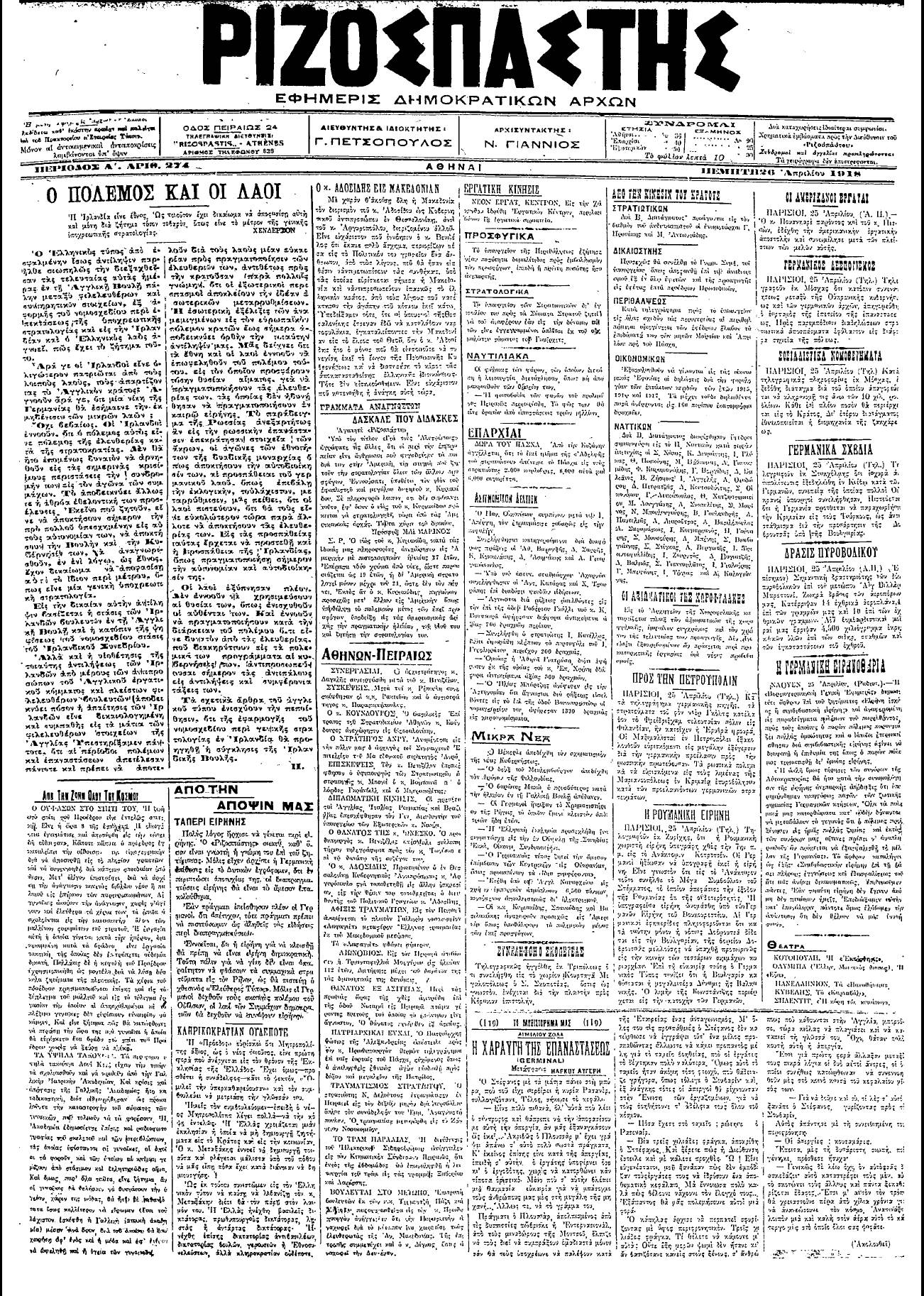
1918年4月26日出版的《激进者》

《激进者》（羅馬化：Rizospastis），又译《激进报》，是希腊的一份日报。该报是希腊共产党中央委员会机关报，1916年首次出版。目前，该报的编辑是莉亚娜·卡内利。
《激进者》的口号是“全世界无产者，联合起来！”。